# La sera della prima
La sera della prima (Opening Night) è un film del 1977, diretto dal regista John Cassavetes.

## Trama
Myrtle Gordon è una famosa attrice di mezza età che sta provando l’anteprima di una nuova opera teatrale chiamata Second Woman fuori città, prima del debutto a Broadway. Mentre lascia il teatro dopo un'esibizione, Myrtle firma autografi e incontra un'ossessiva fan adolescente, Nancy, che mentre le corre dietro in strada viene investita da un'auto. Myrtle è turbata dall'incidente e va alla commemorazione della ragazza, anche se la sua famiglia la saluta freddamente.
Myrtle fa fatica a connettersi con il personaggio che interpreta in Second Woman, trovando che non ci sia alcuna affinità col personaggio oltre alla sua età. Nel corso di numerose esibizioni, Myrtle si allontana dalla sceneggiatura in numerosi modi, tra cui cambiare le linee guida, lanciare oggetti di scena attorno al set, rompere la quarta parete, fino a crollare sul palco. Questo è frustrante per gli altri attori coinvolti nel dramma. L’autrice della sceneggiatura, Sarah Goode, tenta di costringere Myrtle ad affrontare la sua età e il personaggio. Myrtle ammette di vedere visioni di Nancy, che considera una sorta di proiezione della sua giovinezza, mentre vede la propria vita che sfugge, ed ha una crisi.
La lucidità di Myrtle manca sempre più. Immagina Nancy che la attacca, e in seguito si lancia contro le pareti della camera d'albergo di Sarah, rompendosi gli occhiali da sole e tagliandosi il viso. Dopo essersi precipitata fuori da una prova, Myrtle visita lo spiritista di Sarah, dove ha un altro incontro violento con la sua visione di Nancy, questa volta combattendo e "uccidendo" questo fantasma. Myrtle tenta di sedurre il co-protagonista Maurice Aarons, con cui ebbe anni prima una relazione, ma lui la rifiuta.
Myrtle non si presenta in tempo per la sua chiamata in scena nella serata inaugurale dello spettacolo, il cast non sa come poter mettere in scena lo spettacolo. Quando finalmente arriva, è così ubriaca che riesce a malapena a stare in piedi. Con il pubblico che diventa irrequieto, il regista Manny Victor chiede a tutti che lo spettacolo continui. Myrtle lotta dietro le quinte dello spettacolo, collassando prima del suo ingresso eppoi di nuovo sul palco. Mentre lo spettacolo continua, Myrtle finalmente riesce a trovare un ritmo. Nel finale, lei e Maurice escono dalla sceneggiatura improvvisando l'atto finale dell’opera, con disappunto dei produttori ma tra gli applausi estatici del pubblico.

## Critica
Il Mereghetti. Dizionario dei film (1993): ***½
«... un film che è innanzitutto per e di Gena Rowlands... riscrive con originalità il tema della finzione dentro la finzione. Uno dei film più riusciti e accessibili del regista...»

## Riconoscimenti
- 1978 - Festival internazionale del cinema di Berlino
  - Orso d'argento a Gena Rowlands